# Castelo de Millom

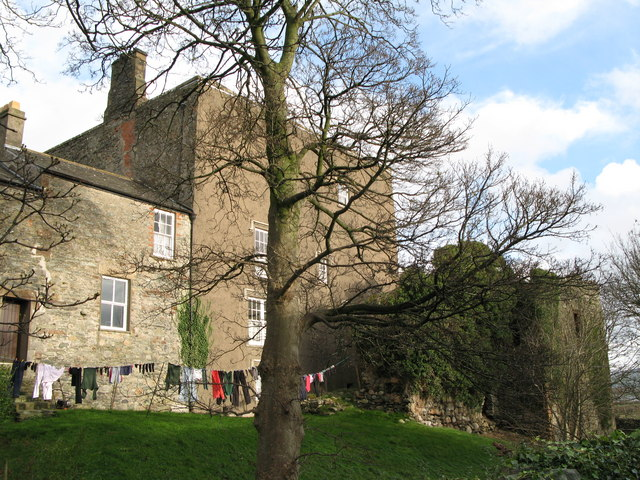
Castelo de Millom

O Castelo de Millom é uma construção antiga localizada em Millom, Cúmbria. É um edifício antigo classificado como de "grau I" e também um monumento tombado.  

## História
A propriedade local foi concedida a Godard de Boyvill, dono do Solar de Millom, por volta de 1134.  A propriedade passou para o patrimônio da família Hudleston por volta de 1240, quando a neta de de Boyvill se casou com um membro da família Hudleston.  John Hudleston recebeu uma licença para ameiar em 1335.  A grande torre data do século XVI ou, possivelmente, do século XVII.   
Os Hudlestones tomaram parte ativa nas guerras regionais da Inglaterra.  Na Guerra das Rosas, Sir John Hudlestone lutou pelo lado Yorkista, estando presente na Batalha de Blore Heath em 1459 e também na Batalha de Bosworth Field em 1485. Em 1460, o Castelo de Millom foi capturado por forças lancastrianas. Após a ascensão de Henrique VII, Sir John e seu filho Henry garantiram o perdão e mantiveram a propriedade.  Na Guerra Civil Inglesa do séc. XVII, Sir William Hudlestone foi um importante coronel realista, líder em Cumberland e Lancashire. Ele foi derrotado pelas forças parlamentares, e o Castelo Millom foi danificado por tiros de canhão em 1644. Pesadas multas impostas pelo Parlamento vitorioso deram início às dívidas dos Hudlestons. 
Em 1739, as muralhas do castelo estavam em ruínas.  Em 1748, Elizabeth Huddleston vendeu o castelo para Sir James Lowther de Whitehaven.  Os pilares do portão foram adicionados no século XVII ou XVIII.   A grande torre é agora usada como casa de fazenda. 

## Arquitetura
A construção de pedra tem adornos de cantaria e telhados de ardósia. O lado leste possui um portão e degraus do século XVII. O lado oeste possui uma entrada pontiaguda. Vários celeiros e dependências foram anexados aos lados norte e oeste. Há remanescências de um fosso ao norte e oeste. 